# 海德堡教理問答

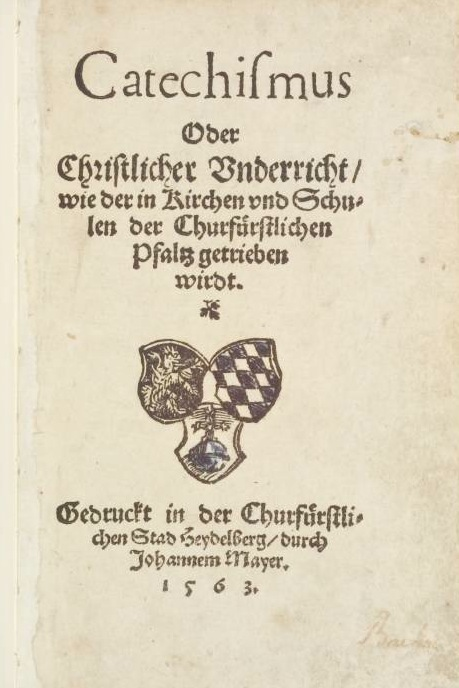
1563年版本

《海德堡教理問答》（Heidelberg Catechism），是三項聯合信條中的一項，是新教歸正宗的教义问答文書，其中有一連串的問題及答案，在指導教義時使用。海德堡要理問答是1563年在海德堡（位在現今的德國），原名為《要理問答或根據教會習俗及普法茲學校的基督教指南》。此要理問答主要作者是烏爾西努斯（Zacharias Ursinus, 1534-1583）與奧利維亞努斯（Caspar Olevianus, 1536-1587），並且是由普法尔茨选帝侯弗里德里希三世的委託下才產生，被翻譯為多種語言版本，是歸正宗最有影響力的教义问答之一。

## 背景
1546年左右，歸正宗的信仰在德意志的普法茲传开。因各种观点（尤其是聖餐禮）的不同，发生了许多争辩；信义宗认为基督的身体是真实地在饼与酒内，而歸正宗则主张饼与酒只具有象征意义。为了解决教义的分歧，选帝侯虔誠者腓特烈在研究这两個观点之后，采纳了歸正宗的论点。他不顾信义宗公侯所施加的压力，邀请了数位海德堡大学歸正宗的教授，发表了一个适用于学校、教堂及講道用的要理問答。腓特烈也积极地参与于著作的过程中，带着辯論性質的第80則要理問答，是出于他的建议，他并为德意志的版本作了一篇序言。这本書于1563年的1月，在海德堡议会中被采用，「海德堡教理問答」。

## 特点
《海德堡教理問答》在歸正宗有關信条的作品中，是最具权威性、最流行的。
1．它被翻译成多种的语言，被许多的团体采用。
2．問答在激烈的神学争辩中产生，但是除了第80条「聖餐與舊教聖餐變體論的不同」之外，并没有辩论的咄咄逼人之势，语气十分温和，文辞充满安慰。其内容着重于信仰切實需要，而不是抽象的神学，所以也受到了其他歸正宗教区的喜爱。
3．分類照使徒保羅〈與羅馬人書〉的方式写成，與眾不同。全文129个问答，分成三个部分：1到11關於人类的罪及苦情；12到85是關於基督的救赎和人的信心，包括对《使徒信经》及圣礼的解释：86-129强调人应有的回应，包括对《十诫》和《主祷文》的阐释。

## 内容概括
其第一部分，问答3-11是关于人的原罪及其所导致的痛苦。
其第二部分，问答12-25是关于神的爱、基督的救赎、恩典、恕罪、升天、进入新天新地的福分；26-28、29-52、53-64是分别关于圣父、圣子、圣灵，即三位一体的性质；65-68、69-74、75-85是关于新约的圣礼，分别是洗礼和圣餐。
其第三部分，问答86-115是关于人应有的感恩，包括对十诫的阐释；116-129是關於信徒應有的禱告，包括对主祷文的阐释。